# Maurice "Rocket" Richard Trophy

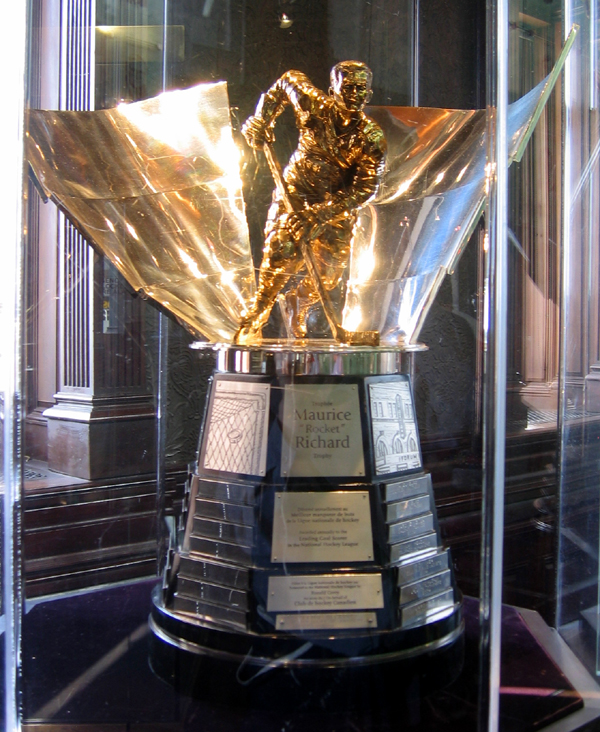
Maurice Rocket Richard Trophy.

Maurice "Rocket" Richard Trophy alternativt Maurice Richard Trophy  är ett årligt pris som tilldelas den spelare i National Hockey League som gjort flest mål under grundserien.
Trofén skänktes av Montreal Canadiens till NHL 1999 för att hedra sin superstjärna Maurice Richard som gjorde flest mål fem säsonger och som 1944–45 blev den förste att göra 50 mål under en säsong. 

## Vinnare

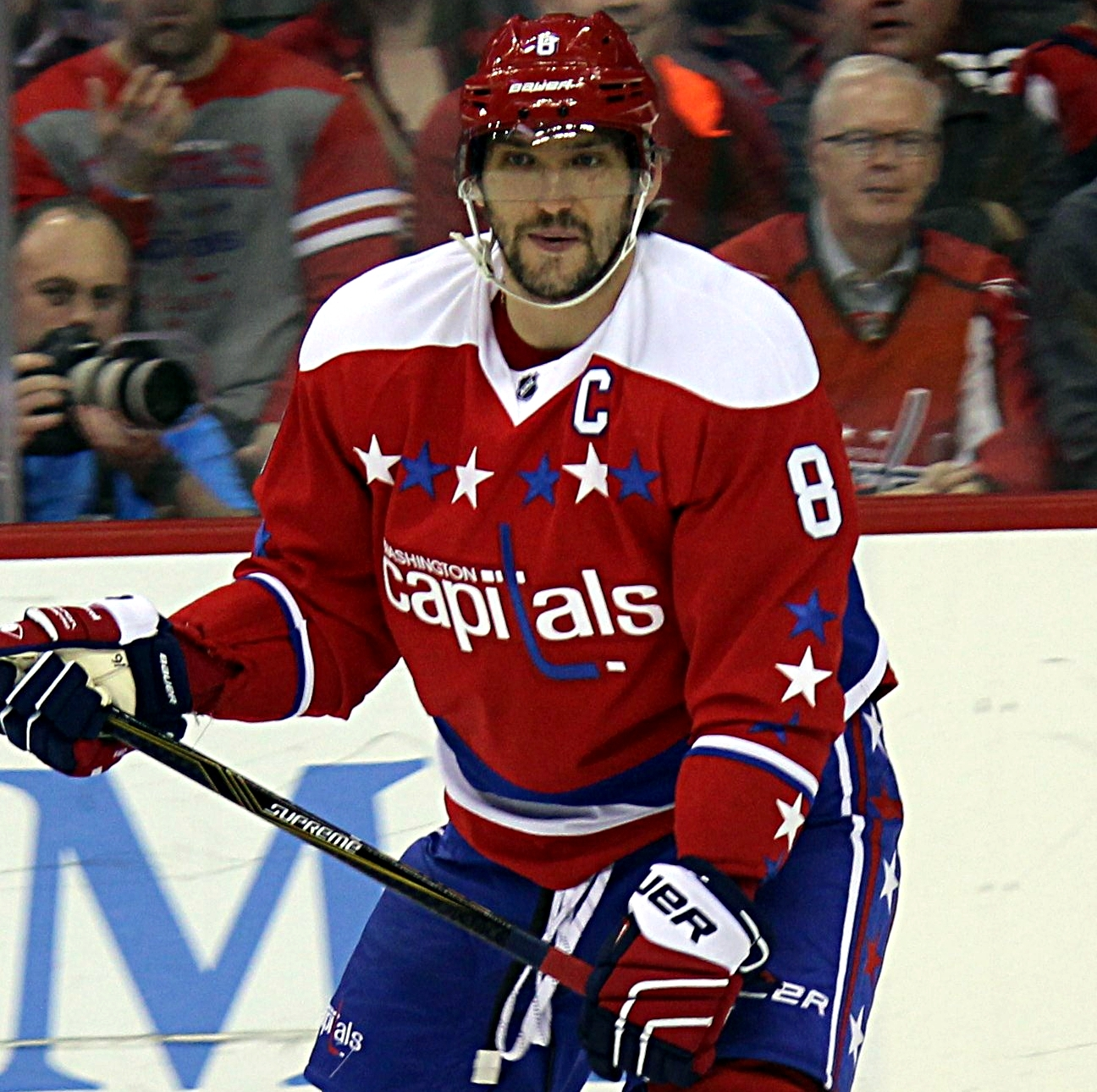
Aleksandr Ovetjkin har vunnit Maurice "Rocket" Richard Trophy nio gånger.

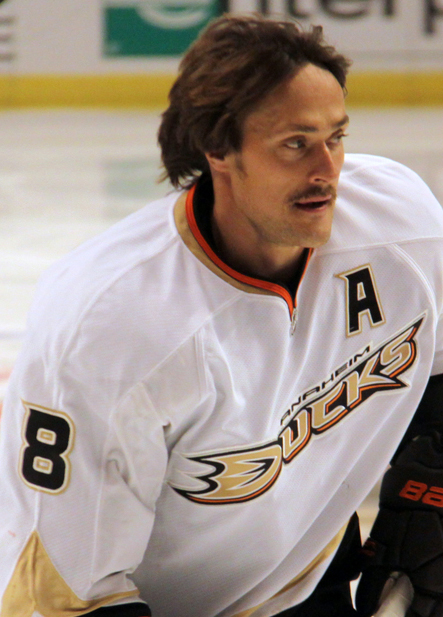
Teemu Selänne vann den första Maurice "Rocket" Richard Trophy och den enda nordiska spelaren som har vunnit den.

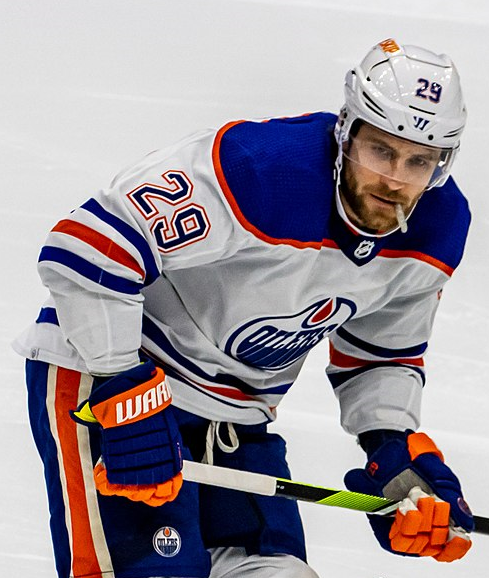
Leon Draisaitl är den senaste spelaren att vinna Maurice "Rocket" Richard Trophy.

* Förkortad säsong 2012–2013, endast 48 matcher spelades.
** Förkortad säsong 2019–2020, endast 68–71 matcher spelades på grund av coronaviruspandemin 2019–2021.
*** Förkortad säsong 2020–2021, endast 56 matcher spelades på grund av coronaviruspandemin 2019–2021.
Källa: 
| Säsong       | Vinnare                            | Lag                                | Mål                                | Matcher                            | Vinster                            |
| ------------ | ---------------------------------- | ---------------------------------- | ---------------------------------- | ---------------------------------- | ---------------------------------- |
| 1998–1999    | Teemu Selänne                      | Mighty Ducks of Anaheim            | 47                                 | 75                                 | 1                                  |
| 1999–2000    | Pavel Bure                         | Florida Panthers                   | 58                                 | 74                                 | 1                                  |
| 2000–2001    | Pavel Bure                         | Florida Panthers                   | 59                                 | 82                                 | 2                                  |
| 2001–2002    | Jarome Iginla                      | Calgary Flames                     | 52                                 | 82                                 | 1                                  |
| 2002–2003    | Milan Hejduk                       | Colorado Avalanche                 | 50                                 | 82                                 | 1                                  |
| 2003–2004    | Jarome Iginla                      | Calgary Flames                     | 41                                 | 82                                 | 2                                  |
| 2003–2004    | Ilja Kovaltjuk                     | Atlanta Thrashers                  | 41                                 | 82                                 | 1                                  |
| 2003–2004    | Rick Nash                          | Columbus Blue Jackets              | 41                                 | 81                                 | 1                                  |
| 2004–2005    | Ingen vinnare på grund av lockout. | Ingen vinnare på grund av lockout. | Ingen vinnare på grund av lockout. | Ingen vinnare på grund av lockout. | Ingen vinnare på grund av lockout. |
| 2005–2006    | Jonathan Cheechoo                  | San Jose Sharks                    | 56                                 | 82                                 | 1                                  |
| 2006–2007    | Vincent Lecavalier                 | Tampa Bay Lightning                | 52                                 | 82                                 | 1                                  |
| 2007–2008    | Aleksandr Ovetjkin                 | Washington Capitals                | 65                                 | 82                                 | 1                                  |
| 2008–2009    | Aleksandr Ovetjkin                 | Washington Capitals                | 56                                 | 79                                 | 2                                  |
| 2009–10      | Sidney Crosby                      | Pittsburgh Penguins                | 51                                 | 81                                 | 1                                  |
| 2009–10      | Steven Stamkos                     | Tampa Bay Lightning                | 51                                 | 82                                 | 1                                  |
| 2010–2011    | Corey Perry                        | Anaheim Ducks                      | 50                                 | 82                                 | 1                                  |
| 2011–2012    | Steven Stamkos                     | Tampa Bay Lightning                | 60                                 | 82                                 | 2                                  |
| 2012–2013 *  | Aleksandr Ovetjkin                 | Washington Capitals                | 32                                 | 48                                 | 3                                  |
| 2013–2014    | Aleksandr Ovetjkin                 | Washington Capitals                | 51                                 | 78                                 | 4                                  |
| 2014–2015    | Aleksandr Ovetjkin                 | Washington Capitals                | 53                                 | 81                                 | 5                                  |
| 2015–2016    | Aleksandr Ovetjkin                 | Washington Capitals                | 50                                 | 79                                 | 6                                  |
| 2016–2017    | Sidney Crosby                      | Pittsburgh Penguins                | 44                                 | 75                                 | 2                                  |
| 2017–2018    | Aleksandr Ovetjkin                 | Washington Capitals                | 49                                 | 82                                 | 7                                  |
| 2018–2019    | Aleksandr Ovetjkin                 | Washington Capitals                | 51                                 | 81                                 | 8                                  |
| 2019–2020**  | Aleksandr Ovetjkin David Pastrňák  | Washington Capitals Boston Bruins  | 48                                 | 68 70                              | 9 1                                |
| 2020–2021*** | Auston Matthews                    | Toronto Maple Leafs                | 41                                 | 52                                 | 1                                  |
| 2021–2022    | Auston Matthews                    | Toronto Maple Leafs                | 60                                 | 82                                 | 2                                  |
| 2022–2023    | Connor McDavid                     | Edmonton Oilers                    | 64                                 | 82                                 | 1                                  |
| 2023–2024    | Auston Matthews                    | Toronto Maple Leafs                | 69                                 | 81                                 | 3                                  |
| 2024–2025    | Leon Draisaitl                     | Edmonton Oilers                    | 52                                 | 71                                 | 1                                  |